# Pero amnicincta
Pero amnicincta är en fjärilsart som beskrevs av Louis Beethoven Prout 1910. Pero amnicincta ingår i släktet Pero och familjen mätare. Inga underarter finns listade i Catalogue of Life.